# Prima velocità cosmica
La prima velocità cosmica, detta anche velocità di parcheggio, è quella velocità che un corpo deve possedere per entrare in orbita circolare attorno ad un corpo celeste, ad una certa distanza dal suo centro. Affinché ciò accada, la forza centrifuga del corpo di massa m che si muove di moto circolare uniforme attorno al corpo celeste di massa M deve corrispondere con la forza di attrazione gravitazionale tra i due corpi (legge del moto circolare uniforme). Imponendo l'uguaglianza tra le due si può ricavare la prima velocità cosmica:
{\displaystyle m{\frac {v^{2}}{R}}=G{\frac {Mm}{R^{2}}}}
dove {\displaystyle m} è la massa del corpo in orbita, {\displaystyle v} la prima velocità cosmica, {\displaystyle R} la distanza dal centro del corpo celeste e {\displaystyle M} la sua massa. Dalla precedente si ricava:
{\displaystyle v={\sqrt {G{\frac {M}{R}}}}={\sqrt {\frac {\mu }{R}}}}
dove {\displaystyle \mu =G\cdot M} è la costante gravitazionale planetaria del corpo celeste.
La quantità sotto radice equivale al potenziale dell'oggetto riferito all'infinito, cambiato di segno. La velocità è pertanto:
{\displaystyle v={\sqrt {-\varphi ^{[\infty ]}}}}
Un corpo può entrare in orbita attorno ad un corpo celeste solo se la sua velocità è compresa tra la prima e la seconda velocità cosmica (velocità di fuga). Se, infatti, questa è inferiore alla prima velocità cosmica, il corpo ricadrebbe sul corpo celeste con moto ellittico (approssimativamente parabolico se la velocità è molto inferiore alla prima velocità cosmica e, quindi, la traiettoria viene percorsa in presenza di g pressoché uniforme); se è uguale ad essa, entra in un'orbita circolare; se è compresa tra la prima e la seconda, descrive orbite ellittiche; se è uguale o superiore alla seconda velocità cosmica, il corpo si allontana indefinitamente dal corpo celeste.